# Sericolea leptophylla
Sericolea leptophylla är en tvåhjärtbladig växtart som beskrevs av Kanehira & Hatusima. Sericolea leptophylla ingår i släktet Sericolea och familjen Elaeocarpaceae. Inga underarter finns listade i Catalogue of Life.